# Фролово
Фролово (на руски: Фролово) е град в Русия, административен център на Фроловски район, Волгоградска област. Населението му през 2012 година е 39 129 души.

## Население
| година | 1959   | 1970   | 1979   | 1989   | 2002   | 2010   |
| ------ | ------ | ------ | ------ | ------ | ------ | ------ |
| жители | 26 438 | 33 398 | 39 525 | 41 680 | 41 132 | 39 489 |